# Chiesa di Nostra Donna di Loreto
La chiesa di Nostra Donna di Loreto di Costigliole d'Asti è un edificio neoclassico costruito nel XIX secolo, sul sedime di due chiese precedenti, la prima romanica e la seconda rinascimentale-barocca.
È situata nella zona più alta del paese, definita tradizionalmente "la Rocca", di fronte al castello ed è la chiesa parrocchiale della comunità costigliolese.

## Storia
La prima chiesa venne costruita nel periodo medievale ed era in stile romanico; le dimensioni erano molto ridotte e l'interno presentava pochi arredi. Tra il 1580 ed il 1595, il parroco Marco Antonio Asinari decise di ampliare l'edificio in stile barocco-rinascimentale e nei secoli seguenti le famiglie Verasis ed Asinari cofeudatarie di Costigliole arricchirono l'edificio con arredi ed opere d'arte.
All'abbellimento della chiesa contribuirono anche le sei compagnie parrocchiali.
Alla fine del XVIII secolo, l'edificio era notevolmente decaduto necessitando di opere per il consolidamento e nella notte dell'11 novembre 1811, a causa di molte infiltrazioni d'acqua, gran parte della chiesa crollò.
Il parroco Lorenzo Pola in accordo con il consiglio comunale, affidò la ricostruzione all'architetto Carlo Ceroni che terminò i lavori nel 1816.

## Descrizione
La chiesa è di notevoli proporzioni (40 metri di lunghezza, 25 di larghezza e 16 di altezza nella navata centrale) e presenta una facciata a due corpi sovrapposti, termina con un timpano e si apre in un rosone centrale.

### Interno

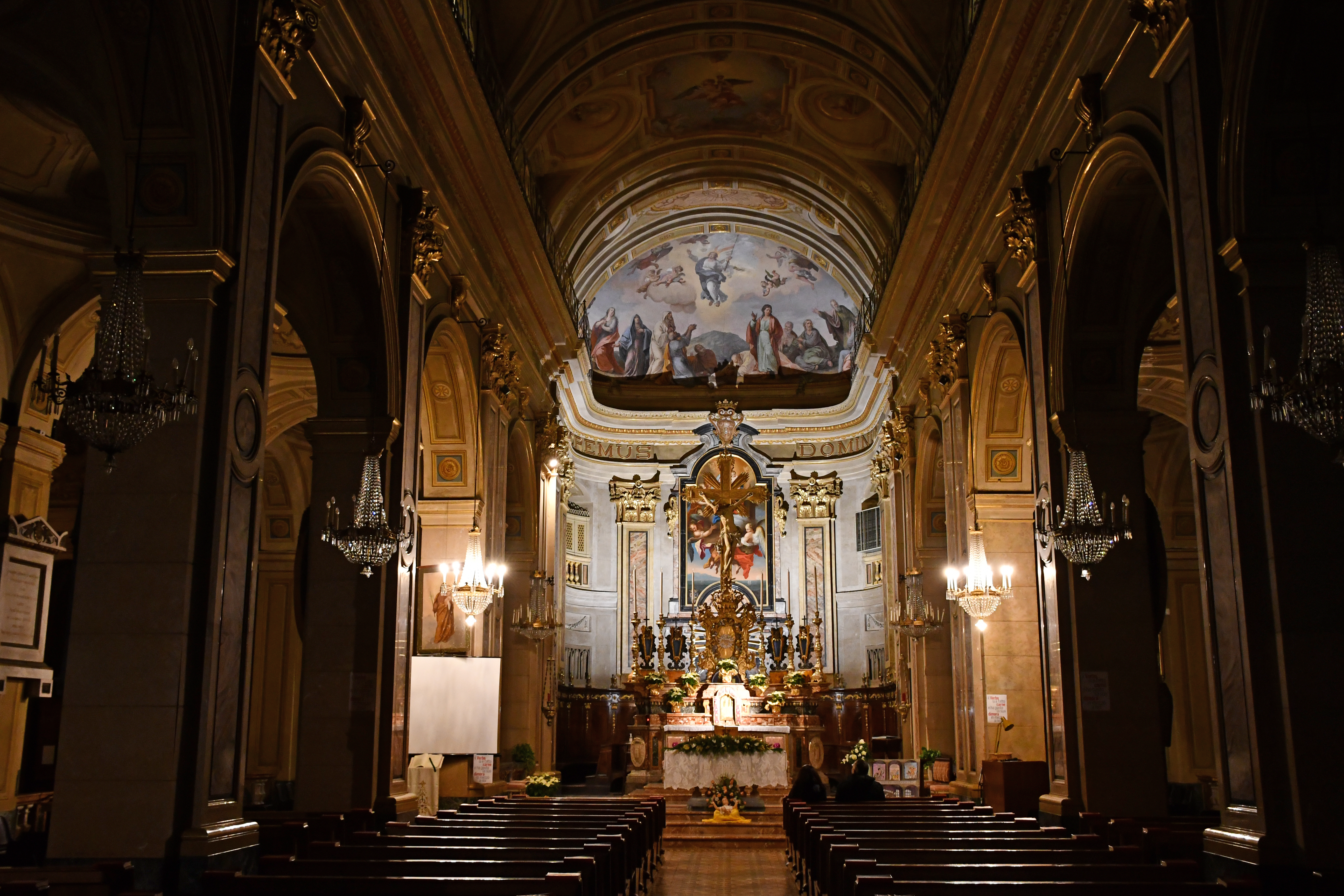
L'interno

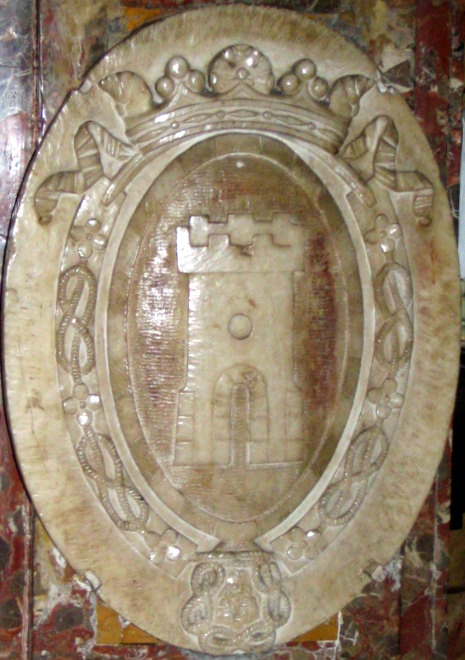
Stemma marmoreo degli Asinari di Costigliole.

La navata centrale presenta in controfacciata una balconata su cui è situato un organo opera di Carlo Bossi costituito da circa duemila canne. La cantoria in legno intagliato è opera di Francesco Novaro "Brassiè", noto artista che svolse anche attività presso la corte sabauda.
La volta della navata presenta affreschi di Lorenzo Peretti che raffigurano alcune scene dell'Antico e Nuovo Testamento (Mosè con le tavole della legge, l'ascensione di Cristo, l'incoronazione della Madonna, l'adorazione del Santissimo Sacramento) oltre a scene della vita dei Santi (la gloria di sant'Ignazio di Loiola, Santa Polissena, San Siro)
Dietro l'altare maggiore è presente una tela raffigurante la titolare della chiesa, la vergine di Loreto, dipinta da Prospero Clori nel 1720 e commissionata dai conti Verasis come indicano gli stemma della famiglia presente sulla tela e sulla cornice marmorea realizzata su progetto di Filippo Juvarra.
Nella parte bassa, sempre dietro l'altare è presente il coro ligneo stile impero realizzato nel 1824 dall'astigiano Giuseppe Conti.
L'altare maggiore in marmo, con paliotto in legno intagliato e dorato, è stato disegnato anch'esso da Juvarra e commissionato dal ramo Asinari di San Marzano nel 1718.
Le navate laterali presenta opere del pittore astigiano Michelangelo Pittatore e di Lorenzo Peretti.
La chiesa custodisce anche i sepolcreti di due esponenti della famiglia Verasis e quello del marchese Filippo Antonio Asinari di San Marzano, diplomatico dei Savoia.
La sacrestia, realizzata tra il 1784 ed il 1785 presenta l'opera L'Annunciazione di Guglielmo Caccia detto il Moncalvo e l'Assunta e i Santi Giovanni Evangelista e Secondo di Asti, opera del trinese Giovanni Crosio.

## Galleria d'immagini

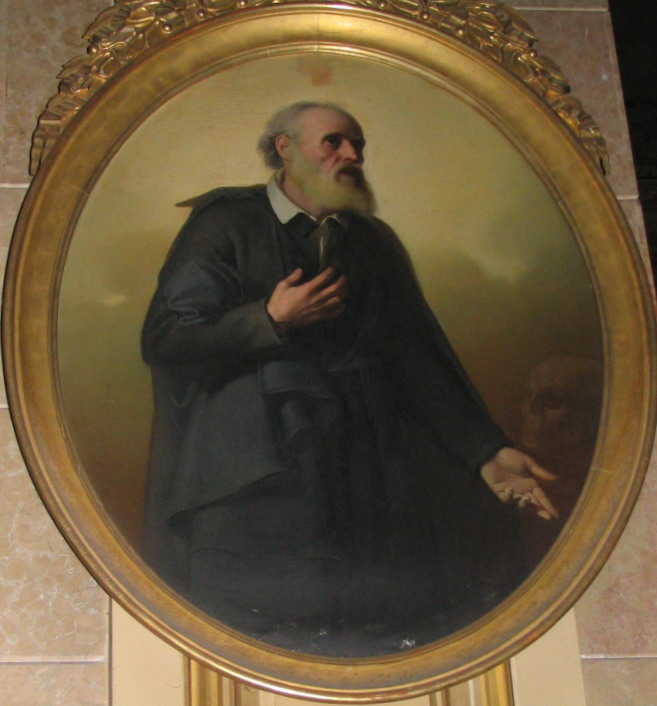
Pittatore, San Filippo Neri, Costigliole d'Asti, parrocchiale di N.S.di Loreto
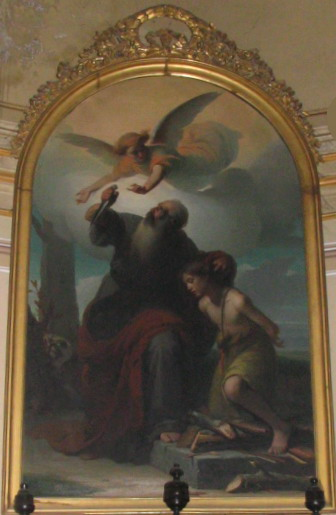
Pittatore,Sacrificio di Isacco, Costigliole d'Asti, parrocchiale di N.S. di Loreto
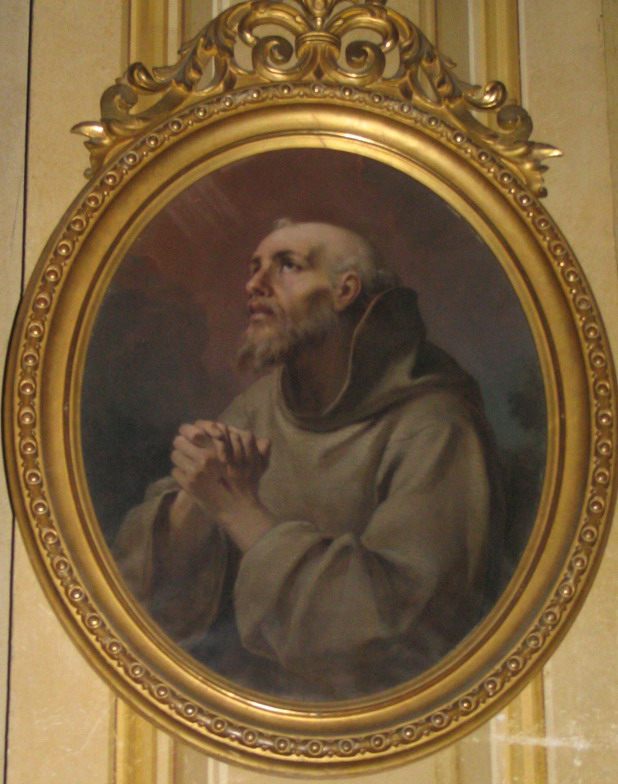
Pittatore,San Francesco d'Assisi, Costigliole d'Asti, parrocchiale di N.S. di Loreto
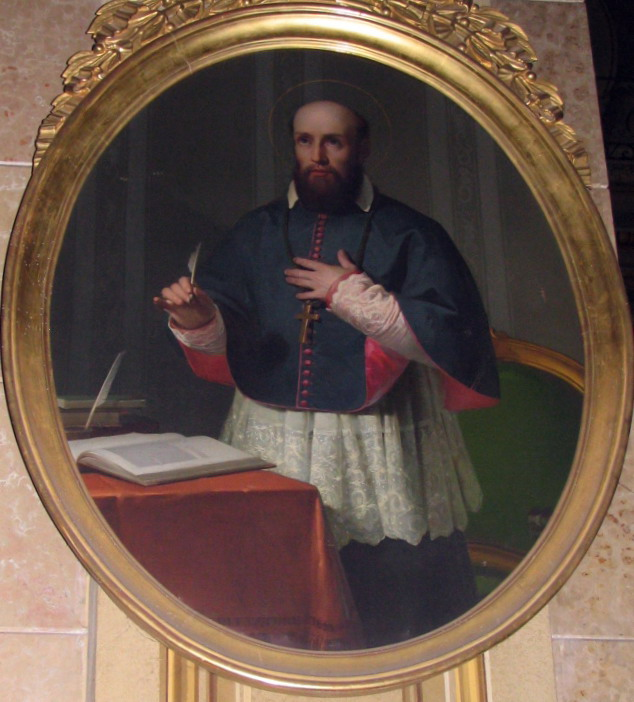
Pittatore,San Francesco di Sales, Costigliole d'Asti, parrocchiale di N.S. di Loreto
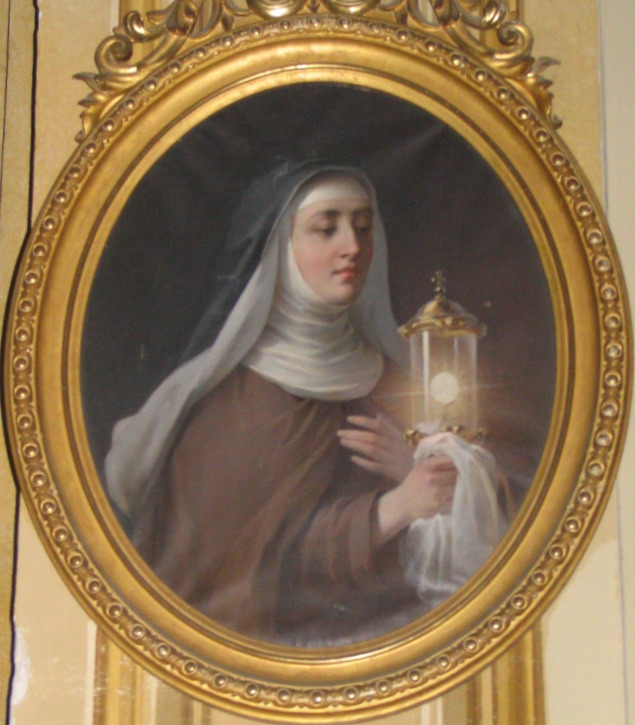
Pittatore,Santa Chiara, Costigliole d'Asti, parrocchiale di N.S. di Loreto
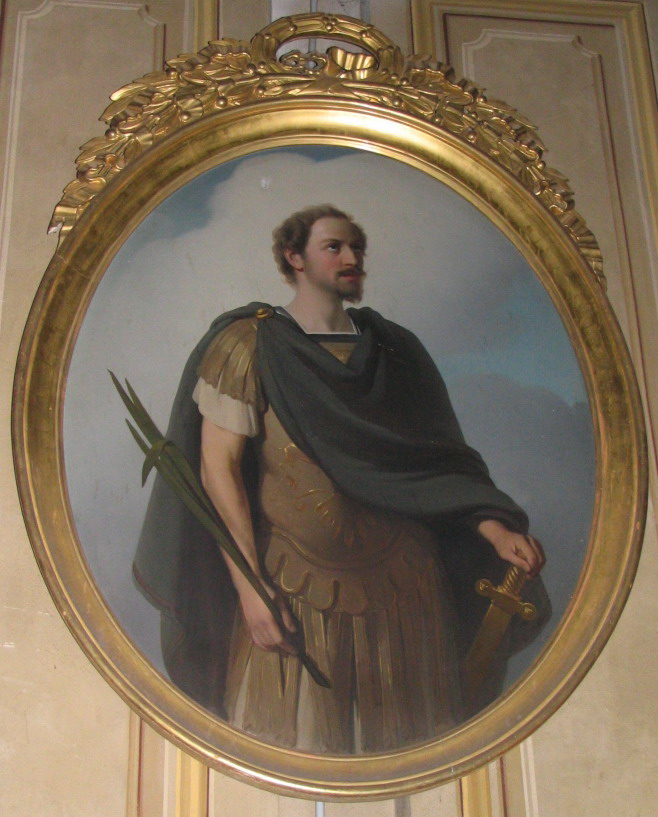
Pittatore,San Vittorio, Costigliole d'Asti, parrocchiale di N.S. di Loreto
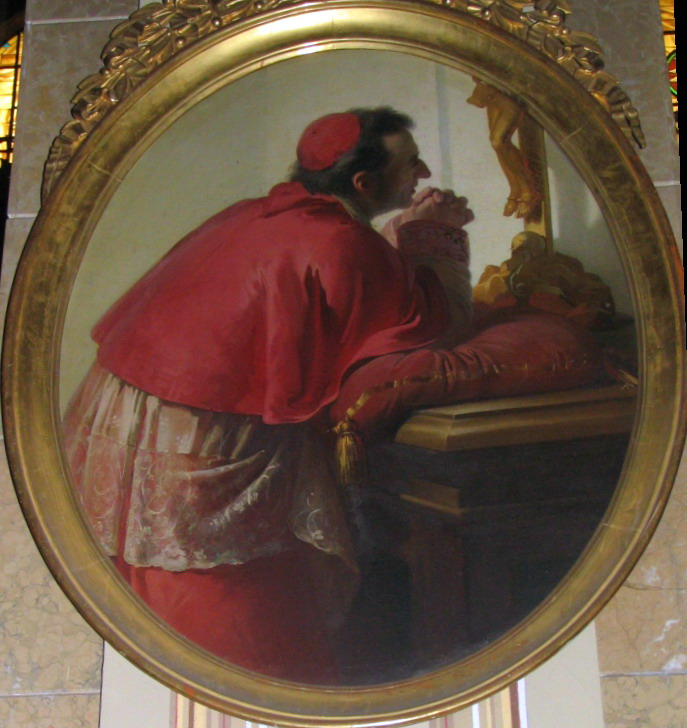
Pittatore,San Carlo Borromeo, Costigliole d'Asti, parrocchiale di N.S. di Loreto